# Municipio de Silver Creek (Carolina del Norte)
El municipio de Silver Creek (en inglés: Silver Creek Township) es un municipio ubicado en el  condado de Burke en el estado estadounidense de Carolina del Norte. En el año 2010 tenía una población de 10.793 habitantes.

## Geografía
El municipio de Silver Creek se encuentra ubicado en las coordenadas 35°41′2.46″N 81°47′59.36″O / 35.6840167, -81.7998222.